# Dasycrotapha
Dasycrotapha là một chi chim trong họ Zosteropidae.